# 弗恩代爾 (馬里蘭州)
弗恩代爾（英語：Ferndale）是位於美國馬里蘭州安妮阿倫德爾縣的一個普查規定居民點。

## 人口
根據2020年美國人口普查的數據，弗恩代爾的面積為10.25平方千米，當中陸地面積為10.25平方千米，而水域面積為0.00平方千米。當地共有人口17091人，而人口密度為每平方千米1,667.41人。